# HLM (Dakar)
HLM ist einer der 19 Stadtbezirke der Metropole Ville de Dakar, der Hauptstadt Senegals mit dem Status einer Gemeinde (commune). Der Name weist darauf hin, dass der Stadtbezirk als Projekt der Société Nationale des Habitations à Loyer Modéré (SNHLM) errichtet wurde. HLM ist in der französischen Sprache die übliche Abkürzung für Habitation à loyer modéré (Wohnen zu gemäßigten Mieten – Sozialer Wohnungsbau).

## Geografie
HLM liegt im Inneren der Cap-Vert-Halbinsel. Der Stadtbezirk erstreckt sich lang und schmal in Süd-Nord-Richtung entlang der Westseite der A1 über drei Kilometer weit bei einer Breite von rund 500 Meter. Der Stadtbezirk ist gegliedert von Nord nach Süd in die Stadtteile HLM 1 bis HLM 6. Im Norden bildet der Stadtteil Cité des eaux den Abschluss, im Süden die Stadtteile Cité port, Cité douane und HLM Nimzatt. Benachbart sind im Uhrzeigersinn die Stadtbezirke Grand Dakar, Biscuiterie und Dieuppeul-Derklé im Westen, Grand Yoff im Norden, Hann-Bel Air im Osten sowie im Süden Gueule Tapée-Fass-Colobane.
Der Stadtbezirk hat eine Fläche von 1,740 km². Er ist fast vollständig bebaut und dicht besiedelt.

## Geschichte
Im Jahr 1996 wurde HLM als commune d’arrondissement im Arrondissement de Grand Dakar zu einem Stadtbezirk der Metropole Ville de Dakar. Im Jahr 2014 erhielt der Stadtbezirk, wie in Senegal alle communes d'arrondissement, den landesweit einheitlichen Status einer Gemeinde (commune).

## Bevölkerung
Die letzten Volkszählungen ergaben für den Stadtbezirk jeweils folgende Einwohnerzahlen:
| Jahr | Einwohner |
| ---- | --------- |
| 1988 | …         |
| 2002 | 41.523    |
| 2013 | 39.126    |
| 2023 | 42.975    |

## Infrastruktur und Kultur
Im Süden, zwischen HLM Nimzatt und Colobane, gibt es eine Anschlussstelle an die Autoroute 1, die von der Innenstadt zu dem neuen Flughafen Dakar-Blaise Diagne führt. Ebenso im Norden zwischen Cité des eaux und Grand Yoff. An diesem Verkehrsknotenpunkt direkt neben der A1 liegt das zentrale Wasserwerk der Metropole Dakar, genannt Usine des eaux de la SDE.